# Through Glass
Through Glass – ballada rockowa grupy Stone Sour wydana jako drugi singiel promujący album Come What(ever) May, wydany nakładem Roadrunner Records.

## Lista utworów
1. „Through Glass” (Single Edit) – 4:01
2. „Fruitcake” – 3:58
3. „Suffer” – 3:46